# Provincia Aktobe
Aktobe este o provincie a Kazahstanului. Ea se întinde pe suprafața de 300.600 km², are o populație de 679.000 loc. cu o densitate de 2,3 loc./km². Aceasta este a doua cea mai mare provincie a Kazahstanului. Majoritari (79%) sunt kazahii. 
Provincia este aproape de Ural, ea se învecinnează cu Rusia la nord, Uzbekistan la sud, și cu provinciile kazahe Atyrau la vest, Mangystau la sud-vest, Karagandy la est, Kostanay la nord-est, Kyzylorda la sud-est, si West Kazakhstan la nord-vest. Aktobe este traversat de Ilek, care se varsă în raul Ural. Are acces la Marea Aral. 